# Bassa FC
Bassa Sports Club – antiguański klub piłkarski założony w All Saints, pięciokrotny zwycięzca Antigua i Barbuda Premier Division (w sezonach 2003/2004, 2004/2005, 2006/2007, 2007/2008 i 2009/2010).